# آلف مک‌مایکل
آلف مک‌مایکل (انگلیسی: Alf McMichael; ۱ اکتبر ۱۹۲۷ – ۷ ژانویهٔ ۲۰۰۶) بازیکن  و مربی فوتبال اهل ایرلند شمالی بود.
از باشگاه‌هایی که در آن بازی کرده‌است می‌توان به باشگاه فوتبال لینفیلد و باشگاه فوتبال نیوکاسل یونایتد اشاره کرد.
وی همچنین در تیم ملی فوتبال ایرلند شمالی بازی کرده‌است.